# Unterstützungskommando 8
Das Unterstützungskommando 8 war ein Unterstützungskommando des Heeres der Bundeswehr mit Sitz des Stabes in Zweibrücken.
Der Großverband wurde 1986 ausgeplant und 1997 aufgelöst. Das Unterstützungskommando unterstand dem Befehlshaber des Territorialkommandos Süd. Hauptaufgabe war die Unterstützung der US-amerikanischen Streitkräfte bei der Mobilmachung im Rahmen des Wartime Host Nation Support (WHNS).

## Auftrag
Hauptaufgabe des Unterstützungskommandos 8 war die Erfüllung der Pflichten aus dem WHNS-Vertrag zwischen der Bundesrepublik Deutschland und den Vereinigten Staaten im Kommandobereich des Territorialkommandos Süd. Konkret war die Unterstützung US-amerikanischen Heeres und ggf. weiterer (insbesondere kanadischer) aus Übersee herangeführter NATO-Reserven bei der Mobilmachung im Rahmen des Rapid Reinforcement Concept und bei der Aufrechterhaltung der Operationsfreiheit im Operationsgebiet der Central Army Group Hauptziel des Unterstützungskommandos. Dazu arbeitete das Unterstützungskommando mit dem  21st Theater Army Area Command (TAACOM) der amerikanischen Streitkräfte in Kaiserslautern zusammen. Der „Schwesterverband“ war das Unterstützungskommando 9, das ebenfalls dem Territorialkommando Süd unterstellt war und hauptsächlich logistische Aufträge im Rahmen des WHNS-Programms ausführen sollte.
Das Unterstützungskommando leistete Unterstützung beim Betrieb einer Vielzahl Depots in Westdeutschland und im unmittelbar angrenzenden Ausland, in denen alliiertes Wehrmaterial wie Fahrzeuge, Waffen und Munition bis zum Eintreffen der aus Übersee herangeführten Truppen eingelagert waren. Im Gegensatz zum Unterstützungskommando 9 verfügte das Unterstützungskommando 8 über eine Vielzahl Sicherungsbataillone und Begleitbatterien, die wichtige Infrastruktur wie Marschwege, Fernmeldeeinrichtungen, Gefechtsstände usw. sicher sollten. Dadurch erinnerte das Unterstützungskommando ein wenig an die nicht aktiven Heimatschutzbrigaden des Territorialheeres ohne jedoch zum beweglich geführten Gefecht der verbundenen Waffen ausgerüstet, gegliedert und ausgebildet zu sein. Die Begleitbatterien waren vor dem Hintergrund der nuklearen Teilhabe besonders für die Sicherung US-amerikanischer Sondermunition vorgesehen. Daneben verfügte das Unterstützungskommandos 8 über Logistikverbände, die im Fall der Mobilmachung die herangeführten Truppen und das Wehrmaterial aus den Depots in die von deutscher Seite eingerichteten Mobilmachungsstützpunkte oder Verfügungsräume transportieren sollten und dort den Nachschub mit Munition, Betriebsstoffen und anderem Material zur Herstellung der Kampfbereitschaft sichern sollten. Bei Übungen wie REFORGER wurde regelmäßig die Verlegung nach Europa, die Zusammenarbeit zwischen deutschen und verbündeten Streitkräften und die schnelle Herstellung der Kampfbereitschaft in Deutschland geübt.
Das Unterstützungskommando 8 verfügte, wie die meisten Truppenteile des Territorialheers, im Frieden nur über wenige aktive Soldaten und Zivilisten. Erst im Verteidigungsfall wäre das Unterstützungskommando durch die Einberufung von Reservisten, der Mobilmachung von eingelagertem Wehrmaterial und die Einberufung von zivilen Fahrzeugen zu seiner vollen Sollstärke von ca. 8700 Soldaten aufgewachsen, die etwa der Personalstärke von zwei Brigaden entsprach.

## Geschichte

### Aufstellung
Mit Organisationsbefehl Nr. 1215 / 93 (H) vom 4. März 1986 wurde das Unterstützungskommando 8 zur Erfüllung der sich für Deutschland aus dem WHNS-Vertrag ergebenden Pflichten als eines der sechs Unterstützungskommandos mit Stabssitz in Zweibrücken zum 1. April 1986 ausgeplant. Das Unterstützungskommando 8 wurde dem Territorialkommando Süd unterstellt. Es war somit Teil des Territorialheeres.

### Auflösung
Durch die Entspannung der Sicherheitslage nach Ende des Kalten Krieges und Lockerung der NATO-Kommandostruktur in Europa wurde das Unterstützungskommando 8 durch Organisationsbefehl Nr. 104 / 97 (H) vom 15. Oktober 1996 zum 31. März 1997 zur Umsetzung der Heeresstruktur V aufgelöst.
Nach Auslaufen des WHNS-Programms wird die Unterstützung der NATO- oder anderer befreundeter Streitkräfte heute im Wesentlichen im Rahmen des Host Nation Support (HNS) durch das Kommando Territoriale Aufgaben der Bundeswehr koordiniert.

## Gliederung
Das Unterstützungskommando 8 gliederte sich um 1989 in:
- Stab/Stabskompanie Unterstützungskommando 8 (teilaktiv), Zweibrücken
  - Versorgungskompanie 4801 (GerEinh), Oberdiebach
  - Sicherungsbataillon 481 (GerEinh), Kaiserslautern
  - Sicherungsbataillon 482 (GerEinh), Bexbach
  - Begleitbatterie 4801 (GerEinh), Nünschweiler (um 1989 in Aufstellung)
  - Begleitbatterie 4802 (GerEinh), Nersingen
  - Begleitbatterie 4803 (GerEinh), Nünschweiler (um 1989 in Aufstellung)
  - Fernmeldebataillon 481 (GerEinh), Bruchsal (zugeordnet dem 5th Signal Command der US-Army in Worms)
  - Nachschubbataillon (Betriebsstoff) 485 (GerEinh), Oftersheim
  - Feldersatzbataillon 481 (GerEinh), Bexbach
  - Nachschubregiment 48
    - Stab/ Stabs- und Versorgungskompanie Nachschubregiment 48 (GerEinh), Oberdiebach
    - Nachschubbataillon (Munition) 481 (GerEinh), Oberdiebach
    - Nachschubbataillon (Munition) 482 (GerEinh), Kirchheimbolanden
    - Nachschubbataillon (Munition) 483 (GerEinh), Nünschweiler
    - Nachschubbataillon (Munition) 484 (GerEinh), Kirchheimbolanden

## Verbandsabzeichen

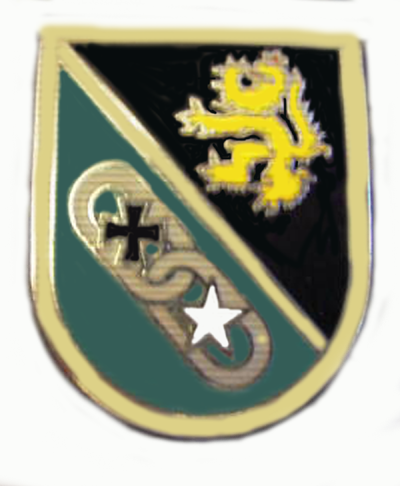
Internes Verbandsabzeichen des Stabes/Stabskompanie

Das Unterstützungskommando 8 führte aufgrund seiner Ausplanung als überwiegend nicht aktiver Truppenteil kein eigenes Verbandsabzeichen. Die wenigen aktiven Soldaten trugen daher das Verbandsabzeichen des übergeordneten Territorialkommandos.
Als „Abzeichen“ wurde daher unpräzise manchmal das interne Verbandsabzeichen des Stabes und der Stabskompanie „pars pro toto“ für den gesamten Großverband genutzt. Es zeigte im Wesentlichen den Pfälzer Löwen wie im Landeswappen von Rheinland-Pfalz bzw. ähnlich der Darstellung im Wappen des Stabssitzes Zweibrücken-Niederauerbach als Hinweis auf den Stationierungsraum, das Eiserne Kreuz als Hoheitszeichen der Bundeswehr sowie einen Stern als Symbol für die US-amerikanischen Streitkräfte, der der Flagge der Vereinigten Staaten entnommen ist (vgl. Militärische Flaggen, Siegel und Hoheitszeichen der Vereinigten Staaten). Stern und Eisernes Kreuz sind als Symbol der Verknüpfung deutscher und US-amerikanischer Logistiketten auf zwei miteinander verbunden Kettengliedern abgebildet.